# مامادو فال
مامادو فال (بالفرنسية: Mamadou Fall) (31 ديسمبر 1991 بالسنغال - ) هو لاعب كرة قدم سنغالي في مركز الوسط. لعب مع نادي رويال شارلروا.

## وصلات خارجية
- مامادو فال على موقع اتحاد تركيا (لاعب) (الإنجليزية)
- مامادو فال على موقع قاعدة بيانات كرة القدم.إي يو (الإنجليزية)
- مامادو فال على موقع ناشيونال فوتبول تيمز (الإنجليزية)
- مامادو فال على موقع Soccerway.com (الإنجليزية)